# Hosokawa Ujitsuna
Hosokawa Ujitsuna est un nom japonais traditionnel ; le nom de famille (ou le nom d'école), Hosokawa, précède donc le prénom (ou le nom d'artiste).
Hosokawa Ujitsuna (細川 氏綱) né en 1514 et mort le 4 janvier 1564, est un commandant militaire japonais et vice shogun du clan Hosokawa à la fin de l'époque de Muromachi et au début de l'époque Sengoku du XVIe siècle au Japon. Il est le fils adopté de Hosokawa Takakuni.
En 1543, Ujitsuna lève ses armées pour venger de Takakuni qui a été tué par Hosokawa Harumoto. Il est dans un premier temps dans une situation désavantageuse; Cependant, Miyoshi Nagayoshi, le vassal de Harumoto, trahit Harumoto et se range du côté d'Ujitsuna. En 1549, enfin, Ujitsuna est en mesure de chasser Harumoto de la province d'Ōmi. 
En 1552, Ujitsuna engage ses armées avec Nagayoshi puis est nommé kanrei. Cependant, en tant que créature de Nagayoshi, Ujitsuna n'a aucun pouvoir réel. Après cela, Ujitsuna reçoit le château de Yodo dans la province de Settsu et est aidé par Nagayoshi.
Il meurt désespéré en 1564.

## Source de la traduction
- (en) Cet article est partiellement ou en totalité issu de l’article de Wikipédia en anglais intitulé « Hosokawa Ujitsuna » (voir la liste des auteurs).